# 地の骨
『地の骨』（ちのほね）は、松本清張の長編小説。『週刊新潮』に連載され（1964年11月9日号 - 1966年6月11日号）、1967年6月に新潮社から単行本が刊行された。
1980年・1984年にテレビドラマ化されている。

## あらすじ
東京のマンモス私立大学である大和大学で助教授を務める稲木治夫は、町野啓子との逢瀬後に乗ったタクシーの車内に入試問題の草稿を置き忘れ、上条学部長および有田専務理事と急ぎ善後策を講じる。対立する川西一派に草稿が渡ることを怖れる稲木のもとに、楢沢夾子の署名と共に入試草稿が届けられて安堵するが、そのお礼及び口外無用を意図し夾子に会った稲木は、夾子の美貌や教養に圧倒されると共に再訪の勧誘を受ける。
啓子は稲木との邂逅を一時の交渉として振ったのち、バーに通い詰める川西に、友人の住吉初子からの息子の裏口入学に関する融通を依頼する。啓子の口吻から稲木の入試問題草稿紛失を察した川西は、有田理事の傘下にある稲木の追い落としを図るが、すでに草稿が取り戻されていた為に不発に終わる。しかし川西は竹岡総長の息子夫婦が世田谷の一等地に新築住宅を建てることを聞きつけ、大学の隠し金が流用されているのではないかと疑い始める。
夾子へと心を移した稲木は夾子との再会を試み、自宅に出入りしていた倉吉秀夫に一度は拒絶されるも、熱海のホテルで夾子と再会、早速アプローチを始め、抵抗を受けるも、関係を持つことに成功する。しかしその翌日、秀夫が稲木の自宅を訪れ、自分は夾子と関係を持っていると主張する。
川西は興信所を使って世田谷の土地購入に東陽銀行をはじめとする諸銀行の架空名義預金が関係していることを嗅ぎ付け、さらに学生から有田理事が専断で授業料の大幅な値上げを計画しているとの情報を得る。一方で啓子との距離を縮めたい川西は、啓子との旅行を計画しその資金に初子からの裏口入学依頼金の一部をあてようと考える。
稲木は秀夫の予想外の行動に巻き込まれることになり、川西は啓子との旅行先で予想外のトラブルに巻き込まれる。

## 主な登場人物
- 原作における設定を記述。

稲木治夫
大和大学文学部助教授。T大講師から転任した新進学者。
川西
大和大学生え抜きの教授。学問上の実力を持つが有田理事と対立。
楢沢夾子
熱海の高級ホテルを経営する美貌の実業家。渋谷区松濤に住む。
町野啓子
銀座のバー「キャスティ－ヌ」のマダム。
有田卓郎
大和大学専務理事。凄腕経営者として知られ、大学経営の実権を握る。
上条康彦
大和大学文学部長。稲木の師匠で元T大教授。
倉吉秀夫
東陽銀行の若い銀行員。外勤で夾子の担当となる。
倉吉栄之助
東陽銀行の東京支店長。倉吉秀夫の父。
住吉初子
啓子の友人。倉吉栄之助の愛人で息子の裏口入学を画策。
竹岡良信
大和大学総長。T大系のリベラル学者として知られるも、息子夫婦の新居購入費の融通を有田に依頼。

## エピソード
- 本作連載期間中に日本大学助教授であった三浦朱門は「真相？を暴露することは、別れた妻のベッドマナーをしゃべるようなもので、その女と痴態を演じた私自身の醜態を告白することになり、私の偽善はそれを許さない」と断りつつ、本作が表向きの権威である教授会と実質的な支配者である理事会の二重権威に代表される複雑な大学内部のメカニズムの例を示し、大学が持っている問題点の幾つかを、正確に見通していたと評している[1]。
- 本作で描かれる学生の授業料値上げ反対運動は妥結の結末とされたが、連載中実際に授業料値上げ反対のストライキ騒動が勃発し、清張が「現実の迫力にはかなわないな」と洩らしたと、本作の速記を務めた福岡隆は述べている[2]。

## テレビドラマ

### 1980年版
「松本清張の地の骨」のタイトルで（サブタイトルは「犯罪大学 入試問題を拾った女」）、1980年3月22日（21:02-22:51）にテレビ朝日系列の「土曜ワイド劇場」枠にて放映。原作同様に稲木助教授と楢沢夾子を主要人物とするが、川西は法学部長の設定に変更されている。視聴率18.1％（ビデオリサーチ調べ、関東地区）。
キャスト
- 稲木治夫：江守徹
- 楢沢夾子：松原智恵子
- 倉吉秀夫：松橋登
- 町野啓子：田島令子
- 上条康彦：下條正巳
- 有田卓郎：高橋昌也
- 川西健三郎：平田昭彦
- ：増田順司
- ：三浦リカ
- ：加藤嘉

スタッフ
- 脚本：鴨井達比古
- 演出：永野靖忠
- 音楽：淡海悟郎
- プロデューサー：渡辺毅
- 制作：東宝、テレビ朝日

| テレビ朝日系列 土曜ワイド劇場                                    | テレビ朝日系列 土曜ワイド劇場      | テレビ朝日系列 土曜ワイド劇場                   |
| 前番組                                                           | 番組名                             | 次番組                                          |
| ---------------------------------------------------------------- | ---------------------------------- | ----------------------------------------------- |
| 結婚しない女 死の羽田発397便 （原作：夏樹静子） （1980年3月8日） | 松本清張の地の骨 （1980年3月22日） | 京舞妓殺人事件 恐怖の浮気出張 （1980年3月29日） |

### 1984年版
「松本清張の地の骨」のタイトルで（サブタイトルは「消えた入試問題 女が決めた教授の椅子」）、1984年3月9日（20:02-21:48）に、フジテレビ系列の「金曜ファミリーワイド」枠にてドラマスペシャルとして放映。1980年版とは対照的に、有田理事長の追い落としを狙う川西助教授を主人公とした上で、クラブ「ユーカリ」のママである松村麗子に焦点を当てている。
キャスト
- 川西隆之 - 田村正和
- 松村麗子 - 梶芽衣子
- 有田卓郎 - 佐藤慶
- 稲木治夫 - 峰岸徹
- 上条学部長 - 内藤武敏
- 竹岡総長 - 鈴木瑞穂
- 川西満江 - 市毛良枝
- 川西政之 - 柴田一幸
- 原教授 - 久米明
- 戸沢教授 - 早川雄三
- 吉永教授 - 久富惟晴
- 井筒勝 - 西岡徳馬
- 川口敦子、草川祐馬、樋浦勉、沼田爆、内田稔、仁和令子、佐古正人、西田昭市、丸岡奨詞、荒川亮、山崎満、須永慶、谷津勲、平野元、後藤哲夫、吉佐美聖子、中平良夫

スタッフ
- 企画 - 重村一（フジテレビ）
- 脚本 - 岡田正代
- 監督 - 富本壮吉
- 助監督 - 太田隆士
- プロデューサー - 柳田博美（大映テレビ）、千原博司（大映テレビ）
- 音楽 - 眞鍋理一郎
- 美術 - 大橋雅俊
- 照明 - 大久保武志
- 編集・録音 - 共同テレビジョン
- 衣裳協力 - 鈴乃屋、ダーバン、ミクラグループ、emma
- 毛皮協力 - ユキベルファム
- 協力 - ビデオフォーカス
- 制作協力 - 霧プロダクション
- 制作 - 大映テレビ、フジテレビ